# Notre-Dame des Récollets

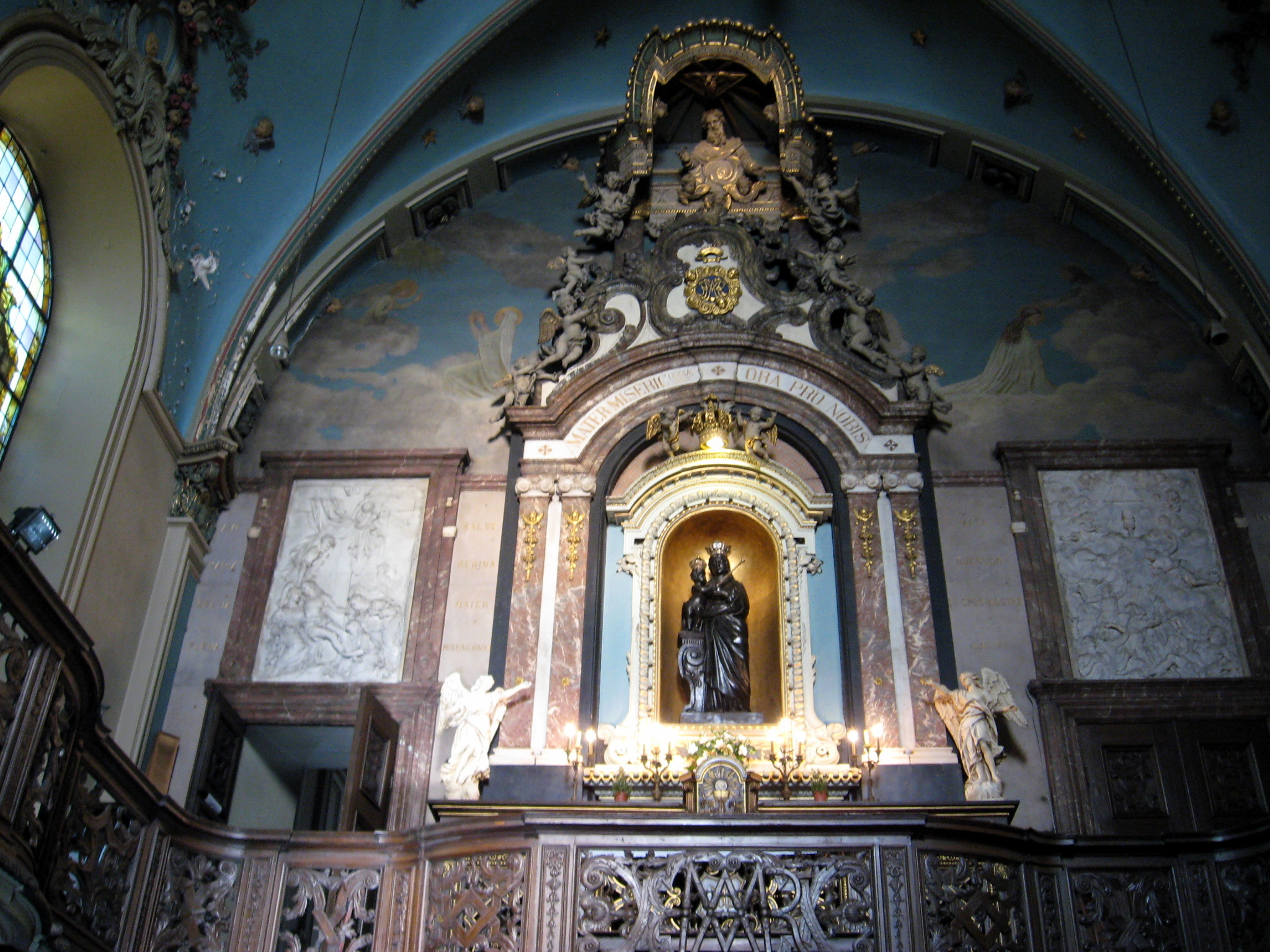
Notre-Dame des Récollets, dans l'église qui porte son nom, à Verviers.

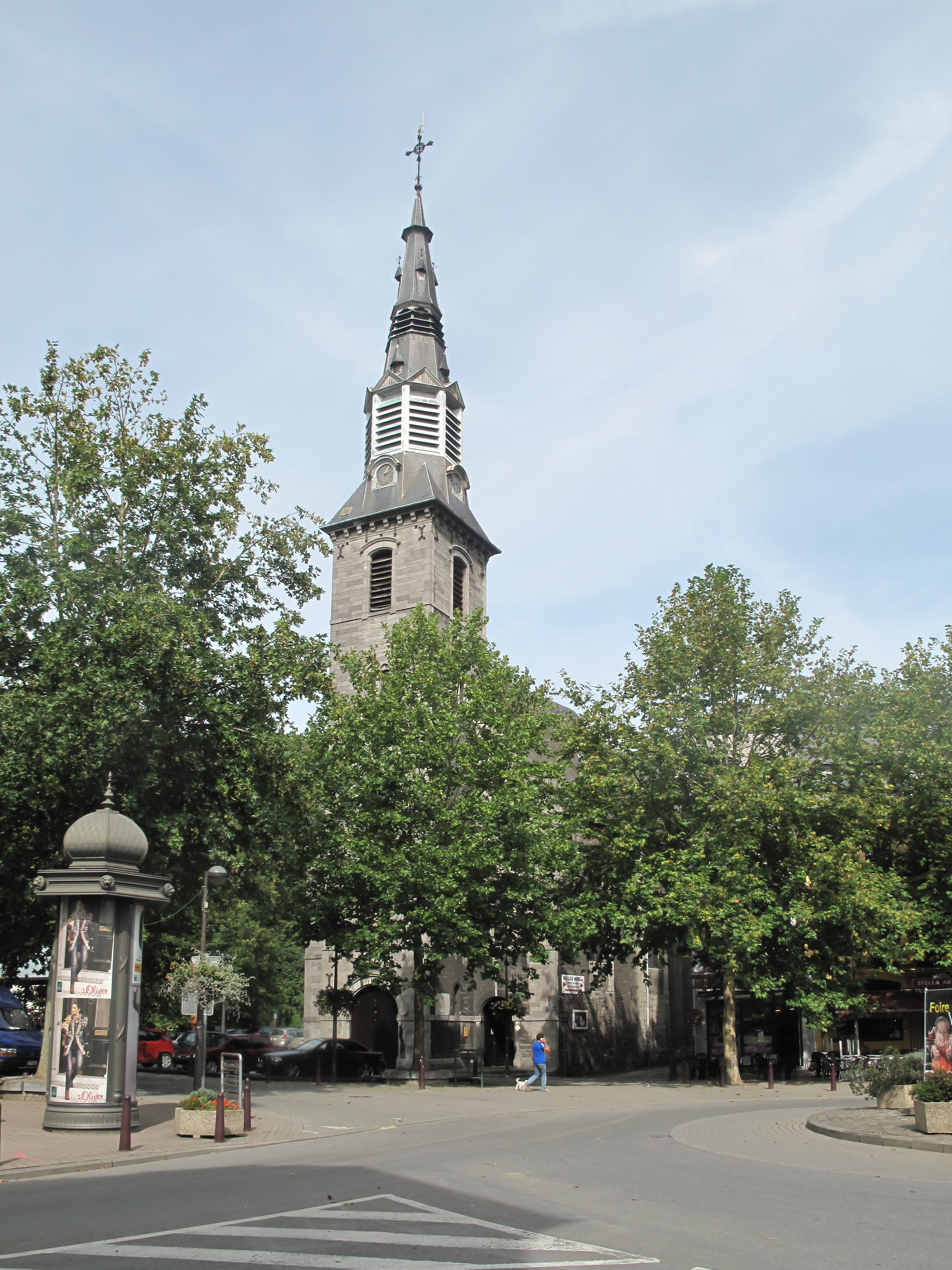
Église Notre-Dame-des-Récollets.

Notre-Dame des Récollets est le nom donné à une statue de la Vierge Marie se trouvant dans l’église Notre-Dame-des-Récollets à Verviers, en Belgique. La statue est considérée comme miraculeuse par les fidèles catholiques à la suite d’un événement extraordinaire qui eut lieu durant le tremblement de terre qui dévasta la région en 1692. Objet de dévotion populaire, la statue se trouve dans l’église qui porte son nom, l’église Notre-Dame-des-Récollets.

## Faits historiques
Le 18 septembre 1692 un tremblement de terre secoue la ville de Verviers et la région environnante. Lors de cette secousse des changements se produisent dans la statue de pierre de la Madone se trouvant dans une niche du frontispice de l’église des Frères mineurs récollets, sise en bord de Vesdre, dans le centre de Verviers. 
L’Enfant-Jésus présenté de face, à hauteur des épaules de sa mère en attitude de majesté royale et tenant un globe dans la main gauche, avec l’avant bras droit élevé, se trouve, après le tremblement de terre, tourné vers sa mère, s’appuyant sur elle en souriant. Légèrement tournée vers lui la Vierge, de la main gauche, lui tient sa main droite, effectuant un mouvement par rapport à ce qu’était la statue antérieurement.
De nombreux témoignages font état de cette modification d’attitude. Les Verviétois qui l’interprètent comme un signe de protection de la ville parlent du ‘Miracle de Notre-Dame’.

## Enquêtes
La dévotion populaire prenant rapidement de l’ampleur et des miracles et guérisons étant signalés, une enquête canonique est ordonnée par l’évêque de Liège.  Une ‘première information’ faite en 1693 est suivie par une enquête approfondie en octobre 1696. Des quelque 4 000 personnes prêtes à témoigner une centaine sont retenues et interrogées: un tiers des témoignages porte sur les changements intervenus à la statue et les autres sur diverses guérisons constatées. 
Le théologien Pierre Henrard en est le rapporteur. Première chose : que la statue ait changé est évident, constaté par des centaines de personnes. Le changement est encore visible. Deuxième chose : les faits sont-ils miraculeux, et non pas le fruit d’une supercherie, la substitution, par exemple, d’une statue par une autre ?  L’hypothèse est écartée: la statue, très lourde, se trouvant à grande hauteur dans une niche sur la façade de l’église et de plus donnant sur une place publique. La remplacer par une autre ou la retravailler en quelques instants eut été impossible sans que ce fut noté par l’un ou l’autre témoin.
Le rapporteur conclut « ce qui fortifie notre conviction concernant le miracle c’est que depuis 1692 il a ranimé envers Marie la dévotion de plusieurs milliers de chrétiens. Depuis 1692 la Vierge des Récollets est l’objet d’un culte universel, et elle est considérée comme la sauvegarde de Verviers et de la contrée. De plus, que d’hommes indifférents ont dû leur conversion à cet heureux événement ! Que d’infirmités, de maladies, de peines ont été adoucies et soulagées ! Que de miracles ont été enregistrés| C’est à tout moment que les notaires sont appelés pour dresser des actes officiels attestant ces guérisons. En présence de tant de prodiges, la Cour de justice ne peut que s’écrier : le doigt de Dieu est là ! »

## Dévotion et culte
Dès l'année suivante, en 1697, le culte public est autorisé par l'évêque de Liège. Pour ne pas modifier l'emplacement de la statue tout en la protégeant on construisit en 1700 une chapelle de deux travées devant, et adossée à, la façade de l'église. Un jubé intérieur fait le tour de la chapelle au niveau de la statue (et ancien frontispice de l'église). Aux pieds de la Vierge, un autel fut installé. Autour de la niche primitive une décoration baroque d'angelots tenant une couronne fut ajoutée.
En 1739 Clément XII accorde une indulgence plénière à tous les fidèles qui visiteraient l'église des Récollets le 18 septembre. En 1892, jubilé du bicentenaire du miracle, Léon XIII fit couronner la Vierge des Récollets. La cérémonie solennelle du couronnement de la Vierge eut lieu le 16 octobre 1892. Une cantate originale d'action de grâce fut créée à cette occasion et exécutée lors de la procession imposante qui parcourut les rues de la ville de Verviers.

## Source
- M.-P. Deblanc-Magnée (et al.): Notre-Dame des Récollets; histoire et dévotions, Verviers, Libraire 'La Dérive', 2000, 203pp.